# Gerald Deutschmann

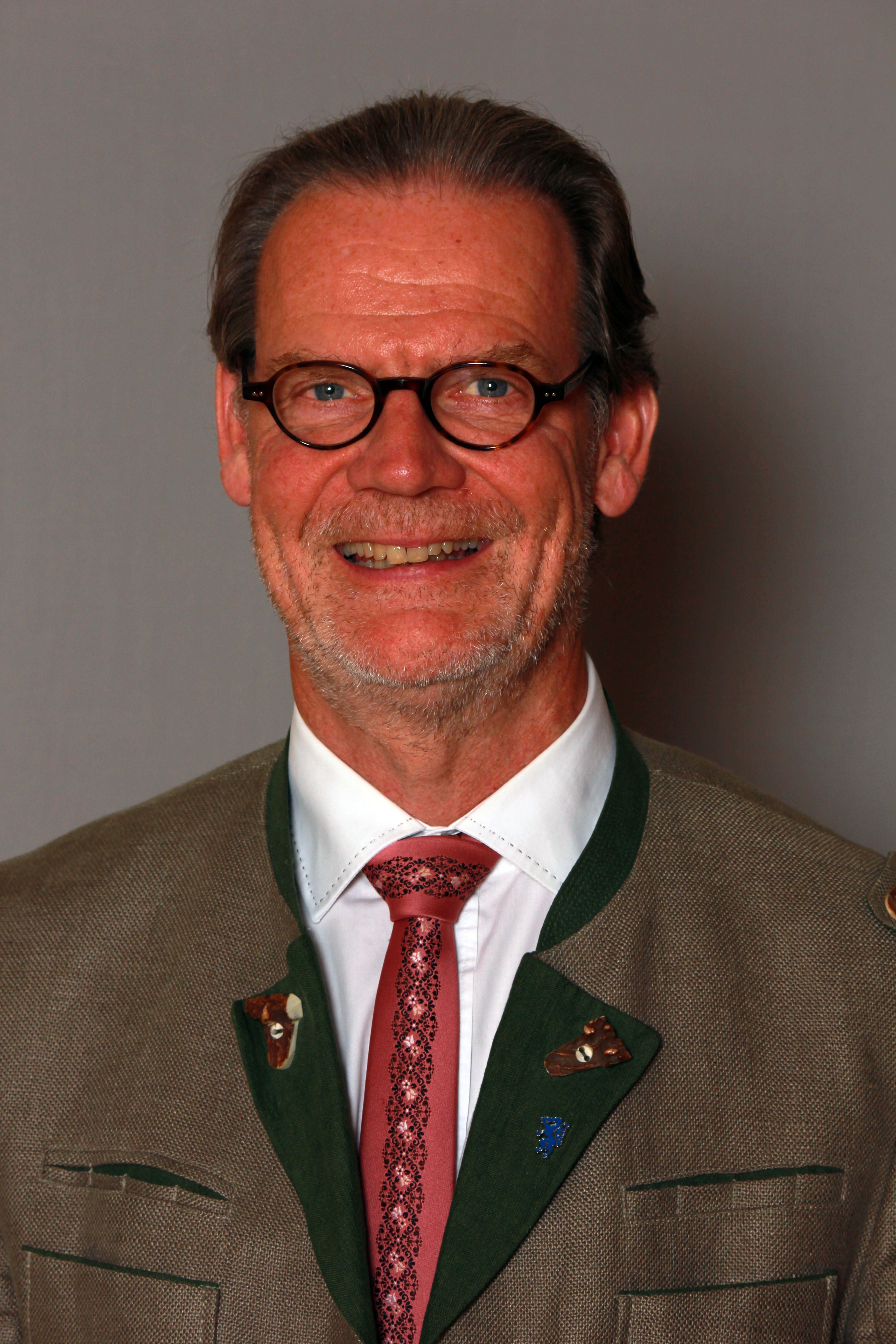
Gerald Deutschmann, 2016

Gerald Deutschmann (* 8. September 1958 in Zeltweg) ist ein österreichischer Politiker (FPÖ) und selbstständiger Architekt. Er ist seit November 2010 Abgeordneter zum Landtag Steiermark und seit dem 18. Dezember 2024 Landtagspräsident.

## Ausbildung und Beruf
Deutschmann besuchte zwischen 1964 und 1968 die Volksschule in Zeltweg und wechselt 1968 an das Bundesrealgymnasium Knittelfeld. Er legte am Gymnasium 1976 die Matura ab und leistete ab 1976 seinen Präsenzdienst ab, wobei er bis 1977 beim Österreichischen Bundesheer diente und eine Ausbildung zum Milizoffizier absolvierte. Nach dem Ende seines Präsenzdienstes begann Deutschmann 1977 ein Studium des Bauingenieurwesens an der Technischen Universität Graz, 1980 wechselte er in das Studienfach Architektur an der Technischen Universität Graz. Er schloss sein Studium 1985 mit dem akademischen Grad eines Diplomingenieurs ab. Seit dem Wintersemester 1977/78 ist Deutschmann Mitglied der Grazer akademischen Burschenschaft Marcho-Teutonia.
Beruflich war Deutschmann von 1985 bis 1986 in einem Architekturbüro in Leoben beschäftigt, 1986 wechselte er in ein Architekturbüro in Graz. Er wurde 1990 Mitglied der Ingenieurkammer für Steiermark und Kärnten und machte sich im selben Jahr als freier Architekt in Graz selbständig. Er arbeitete zwischen 1993 und 1997 in einer Arbeitsgemeinschaft mit einem Architekten und wurde 1998 alleiniger Büroinhaber. Deutschmann entwarf als Architekt Wohnhäuser, Wohnhausanlagen, Firmengebäude und öffentliche Gebäude, darunter Kindergärten, Mannschaftsunterkünfte einer Kaserne, ein Altstoffsammelzentrum und ein Öffentliches Parkhaus.

## Politik und Funktionen
Deutschmann war von 1995 bis 2005 Gemeinderat in Haselsdorf-Tobelbad und fungierte zwischen 2000 und 2006 Bezirksparteiobmann der FPÖ - Graz Umgebung. Er ist Mitglied der Bezirksparteileitung der FPÖ Graz-Umgebung und kandidierte bei der Landtagswahl 2010. Er wurde am 9. November 2010 als Abgeordneter zum Steiermärkischen Landtag angelobt und erhielt das Restmandat der Landesliste. Er ist innerhalb des FPÖ-Landtagsklubs Bereichssprecher für Budget, Wohnbau, Finanzen, Bau- und Raumordnung, Wehrsprecher und Vertriebene.
Nach der Landtagswahl 2019 folgte er zu Beginn der XVIII. Gesetzgebungsperiode am 17. Dezember 2019 Gerhard Kurzmann als Drittem Landtagspräsidenten nach. Am 18. Dezember 2024 wurde er in der XIX. Gesetzgebungsperiode zum Ersten Landtagspräsidenten gewählt.
Im Jänner 2025 beantragte die Staatsanwaltschaft Klagenfurt die Auslieferung des freiheitlichen Landtagspräsidenten Gerald Deutschmann wegen Anstiftung zur Verletzung des Amtsgeheimnisses. Er habe einen der FPÖ nahestehenden Beamten gebeten, ihm im Zusammenhang mit dem Finanzskandal der Grazer FPÖ Daten aus dem Melderegister weiterzuleiten. Diese personenbezogenen Daten hatte der Beamte zuvor zu Unrecht abgefragt. Mitte 2025 stellte die Staatsanwaltschaft das Verfahren ein.